# 스토커 (드라마)
《스토커》(영어: Stalker)는 2014년 10월 1일부터 2015년 5월 19일까지 CBS에서 방영한 미국의 범죄 드라마 텔레비전 시리즈이다.

## 개요
뉴욕 경찰국 살인 수사반 소속이었던 잭 라슨 형사는 최정예팀인 로스앤젤레스 경찰국 위협 평가 부대(Threat Assessment Unit)에 합류해 새 상사 베스 데이비스 경위 밑에서 스토킹 사건들을 해결한다.

## 출연진
메인
- 매기 큐
- 딜런 맥더멋
- 마리아나 클라베노
- 빅터 러숙
- 엘리자베스 롬